# Carl Friedrich Abel
Carl Friedrich Abel (22. prosince 1723 Köthen – 20. června 1787 Londýn) byl německý skladatel období klasicismu. Byl výborným hráčem na violu da gamba, pro niž složil významnou hudbu.

## Život
Abel se narodil v Köthenu jako syn Christiana Ferdinanda Abela, hlavního hráče na violu da gamba a violoncello ve dvorním orchestru Johanna Sebastiana Bacha.
Neexistuje žádný důkaz, že studoval na Thomasschule v Lipsku, ale bylo to právě na Bachovo doporučení roku 1748, že se mohl připojit k dvornímu orchestru Johanna Adolfa Hasse v Drážďanech, kde setrval 10 let. V roce 1759 odjel do Anglie a stal se komorním hudebníkem královny Charlotty. V Londýně složil vlastní skladby, které byly provedeny na různé nástroje; jedním z nich byl i nově vynalezený pentachord.
V roce 1762 se Abel seznámil v Londýně s Johannem Christianem Bachem, jedenáctým synem Johanna Sebastiana Bacha. Z tohoto přátelství vznikly v roce 1764 nebo 1765 společné Bachovy a Abelovy koncerty, první anglické veřejné abonentní koncerty vůbec. V těchto koncertech si zahrálo mnoho známých umělců.
Po dobu deseti let koncerty organizovala paní Teresa Cornelys, vysloužilá pěvkyně Benátské opery, která vlastnila velice elegantní koncertní sál v domu Carlisle v londýnském Soho. V roce 1775 byly tyto koncerty osvobozeny od jejího vlivu a Abel v nich pokračoval sám až do roku 1782, ovšem neúspěšně. Přes tento neúspěch byl Abel stále vysoce ceněn jako hráč na nejrůznější nástroje, ať už nové nebo staré. V roce 1787 však vypil jed a tím urychlil svou smrt. Zemřel 20. června 1787 v Londýně.

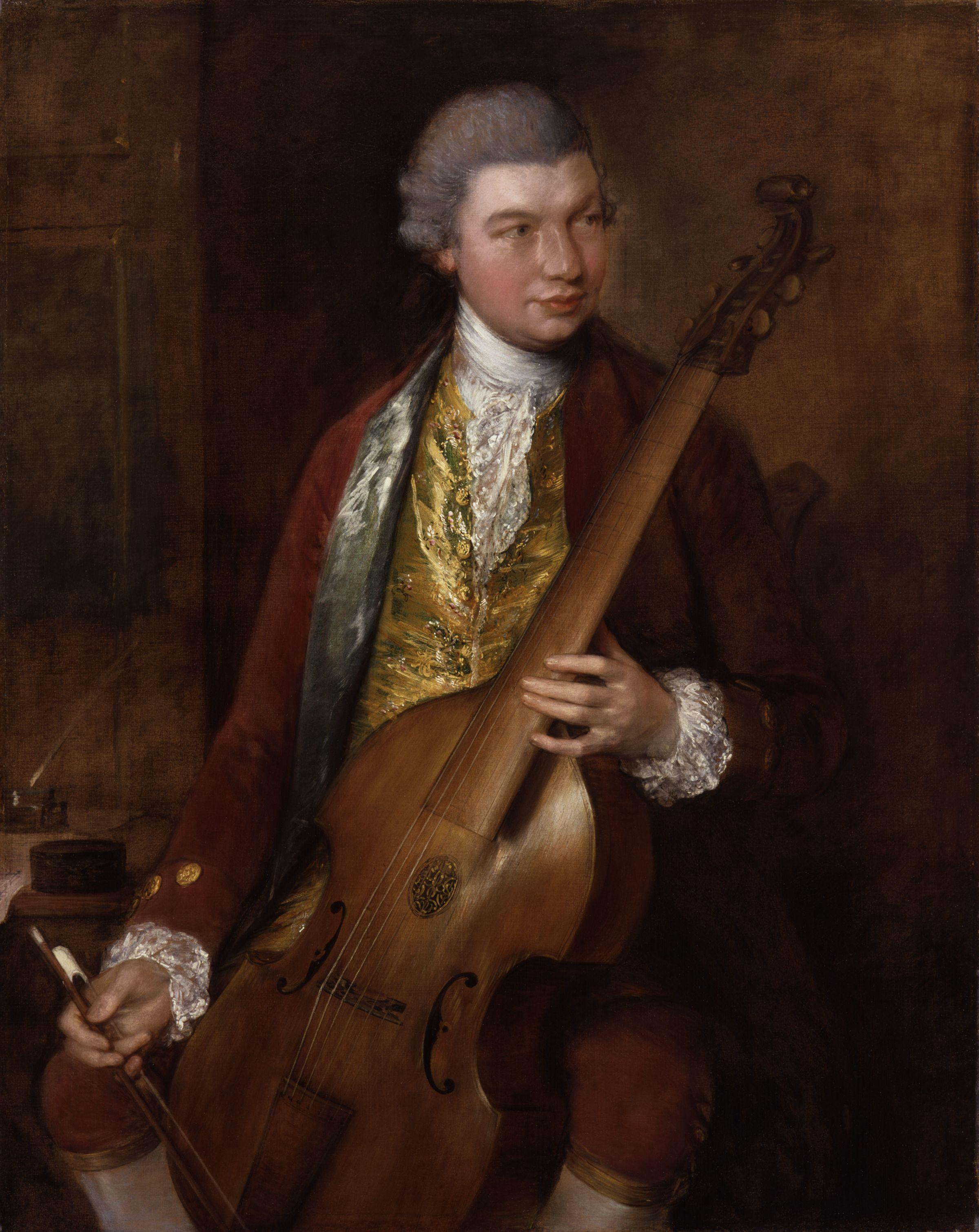
Carl Friedrich Abel s violou da gamba (Thomas Gainsborough, 1765)

## Dílo
Ve své komorní a symfonické tvorbě stylově navázal Abel na mannheimskou školu.
Paradoxní je, že nejslavnější Abelovo dílo se proslavilo díky tomu, že jej autor nepodepsal: v 19. století byla ručně psaná symfonie rukou Wolfganga Amadea Mozarta katalogizována jako Symfonie č.3 Es dur, KV 18, a publikována v první kompletní edici Mozartových děl hudebním nakladatelstvím Bretkopf & Härtl. Později se přišlo na to, že je tato symfonie vlastně Abelovým dílem, které malý Mozart přepsal – zřejmě pro studijní účely – během své návštěvy Londýna roku 1764. Tato symfonie byla původně publikována jako závěrečné dílo Abelovy Šesté symfonie, Op.7.

### Seznam Abelova díla
- Op.1: 6 ouvertur nebo symfonií
- Op.2: 6 sonát pro housle (nebo flétnu) a basso continuo
- Op.3: 6 sonát a trio pro 2 housle a basso continuo
- Op.4: 6 ouvertur
- Op.5: 6 ouvertur nebo symfonií
- Op.5: 6 sonát pro clavicembalo a housle (nebo flétnu) a violoncello (ad libitum)
- Op.6.: 6 sonát pro flétnu a basso continuo
- Op.6: 6 koncertů pro flétnu a orchestr
- Op.7: 6 symfonií
- Op.8: 6 kvartet pro smyčce
- Op.9: 6 sonát pro housle, violoncello a basso continuo
- Op.10: 6 symfonií
- Op.11: 6 koncertů pro klavír a orchestr
- Op.12: 6 kvartet pro flétnu a smyčce
- Op.13: 6 sonát pro housle a pianoforte
- Op.14: 6 ouvertur (?)
- Op.15: 6 kvartet pro smyčce
- Op.16: 4 tria pro 2 flétny a basso continuo
- Op.17: 6 symfonií
- Op.18: 6 sonát pro housle a pianoforte

Kromě bezpočtu opusů složil také jeden koncert pro housle, jeden koncert pro violoncello, několik sonát jednu a dvě violy da gamba a klavír, několik sonát pro violu da gamba sólo, rozličné kusy pro violu da gamba, 6 sonát pro klavír a hoboj atd.